# Série 801 a 803 da CP
A Série 801 a 803, igualmente identificada como Série 800, e originalmente classificada como Série BA101 a 103, foi um tipo de locomotiva a tracção a vapor, utilizada pela Companhia dos Caminhos de Ferro Portugueses da Beira Alta desde 1931, e posteriormente, pela Companhia dos Caminhos de Ferro Portugueses.

## História
Esta série foi encomendada pela Companhia dos Caminhos de Ferro Portugueses da Beira Alta à casa Henschel & Sohn para rebocar os seus comboios rápidos, nomeadamente o Sud Expresso; foram entregues em 1931, tendo sido as últimas locomotivas a vapor de via larga adquiridas à Alemanha.
A locomotiva primeira desta série encontra-se monumentalizada em Vilar Formoso.

## Descrição

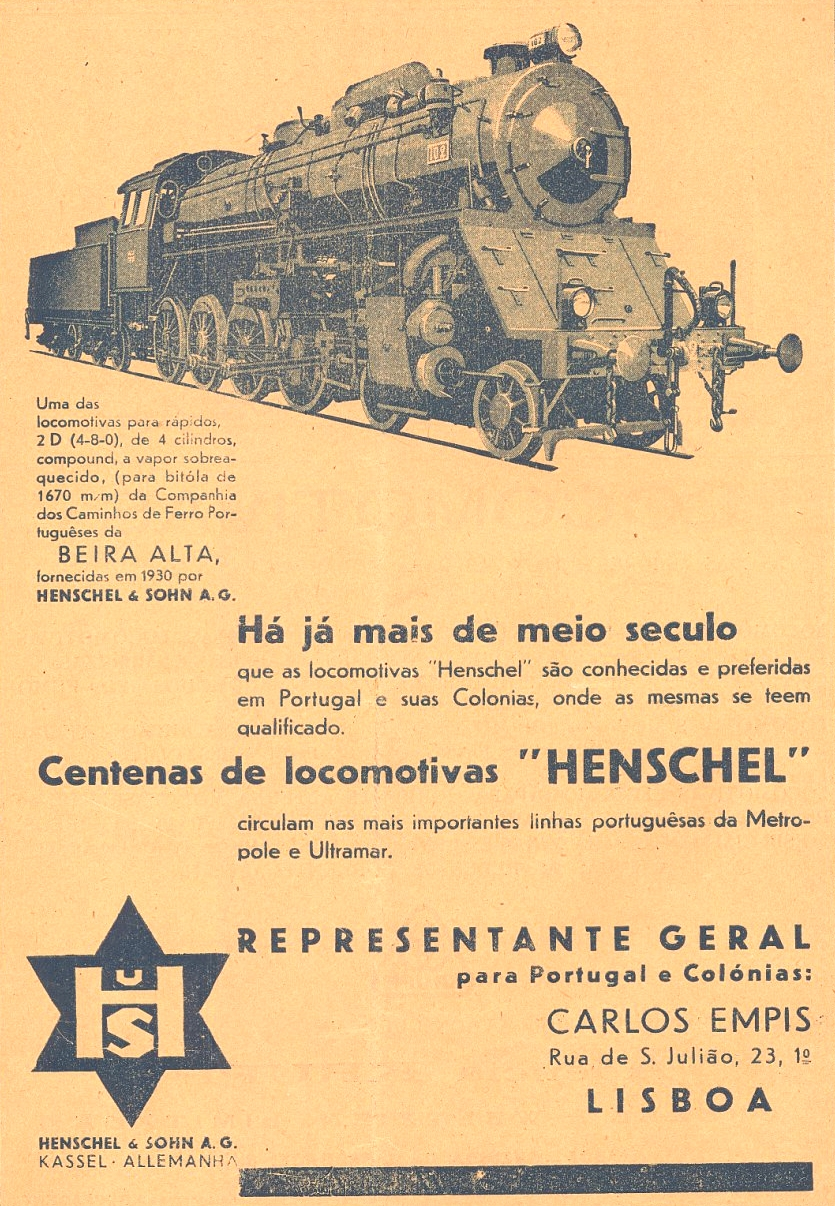
Anúncio da Henschel, mostrando a locomotiva 102 da Beira Alta.

Possuíam uma grande potência, sendo indicadas para vencer o difícil traçado da Linha da Beira Alta. Com efeito, foram consideradas como as locomotivas mais potentes a vapor em Portugal, contando com cerca de 1700 kW. Também estavam entre as motoras a vapor mais avançadas no país, utilizando um sistema compound com quatro cilindros em bloco, tendo sido as únicas máquinas portuguesas para expressos equipadas com quatro eixos conjugados.

## Ficha técnica

### Características gerais
- Tipo de tracção: Vapor[1]
- Potência: 1700 kW[2]
- Bitola: Ibérica[1]
- Fabricante: Henschel & Sohn[1]
- Entrada ao serviço: 1931[1]